# Simone Zgraggen

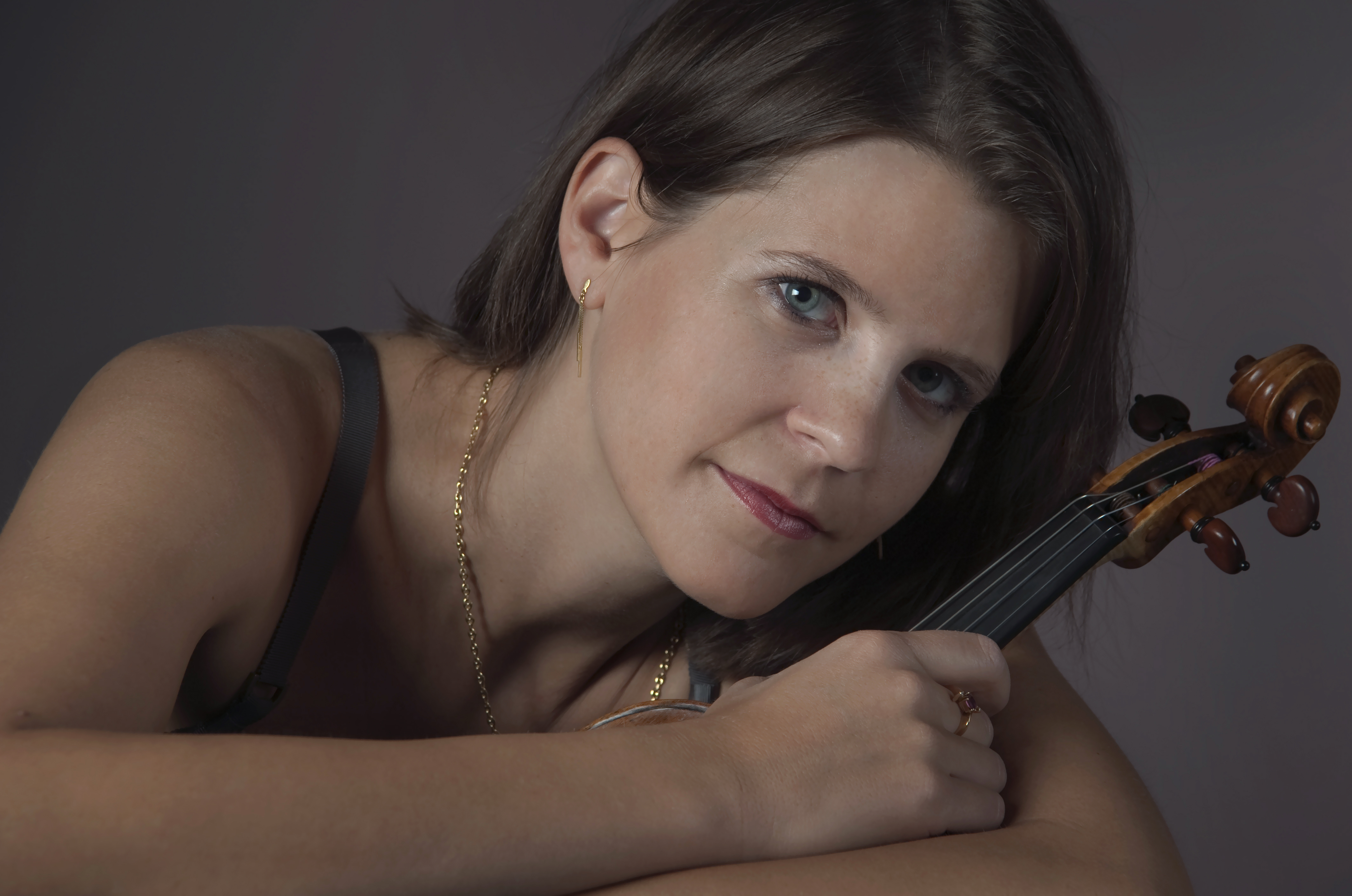
Simone Zgraggen

Simone Zgraggen (* 8. August 1975 in Altdorf) ist eine Schweizer Geigerin.

## Leben
Simone Zgraggen begann im Alter von fünf Jahren mit dem Geigenspiel. Sie studierte von 1991 bis 1995 bei Alexander van Wijnkoop am Konservatorium Luzern (Abschluss: Lehrdiplom) und an der Musik-Akademie Basel (Abschluss: Konzertreifediplom) und von 1996 bis 2002 bei Ulf Hoelscher an der Hochschule für Musik Karlsruhe (Abschlüsse: Konzertexamen und Künstlerisches Aufbaustudium). Sie absolvierte sämtliche Abschlüsse mit Auszeichnung.
Von 2001 bis 2012 wirkte sie am Konservatorium Zürich. 2012 wurde sie als Professorin für Violine an die Hochschule für Musik Freiburg berufen.
Seit 2010 ist sie Konzertmeisterin der Basel Sinfonietta. Zudem wurde sie 2022 als Konzertmeisterin der Zuger Sinfonietta gewählt.

## Instrument
Simone Zgraggen spielte früher die Stradivari „Golden Bell“ aus dem Jahr 1668, die seit 2019 im Museo del Violino in Cremona zu sehen ist. Derzeit spielt sie eine Violine von Matteo Goffriller aus dem Jahr 1692 (Stand 2023).
Sie verwendet Bögen von Louis Henri Gillet, Alfred Lamy, Claude Thomassin und einen Barockbogen von Carsten G. Löschmann.

## Preise
Simone Zgraggen hat folgende Preise gewonnen:
- Kunst- und Kulturstiftung Heinrich Danioth: Hauptförderungspreis (2006)
- Hochschulwettbewerb der Musikhochschulen in der Bundesrepublik Deutschland: 1. Preis (2002)
- Carl-Flesch-Akademie Baden-Baden: Brahms-Preis und Lions-Preis (2001)
- Meadowmount School of Music: Shar Award (1999)

## Diskographie
Simone Zgraggen hat folgende Aufnahmen eingespielt:
- Naxos (8.551474)

Dieter Ammann: Unbalanced Instability (Mit Baldur Brönnimann und Basel Sinfonietta)
- Claves Records (Claves 50-2503)

Othmar Schoeck: The 3 Violin Sonatas (Mit Ulrich Koella)
- Genuin classics (GEN 86521):

Luigi Boccherini: String Quintet in E Major, Op. 13 No. 5 (Mit Schubert-Quintett)
Franz Schubert: String Quintet in C Major, D 956 - Op. post. 163 (Mit Schubert-Quintett)
- Bella Musica (BM 31.2345)

Johannes Brahms: Konzert für Violine, Violoncello und Orchester a-Moll op. 102 (Mit Grigori Alumyan und der Baden-Badener Philharmonie unter Werner Stiefel)
Johann Sebastian Bach: Partita Nr. 2 d-Moll für Violine solo BWV 1004